# Aire urbaine de Saint-Omer
L'aire urbaine de Saint-Omer est une aire urbaine française centrée sur l'unité urbaine de Saint-Omer, elle-même centrée sur Saint-Omer, Arques et Longuenesse, trois communes industrielles du Pas-de-Calais. 
Composée en 2015 de  51 communes  (dont une dans le Nord), cette aire urbaine comptait alors 91 256 habitants, en croissance par rapport aux 89 306 banitants du rencensement 2010. 
Dans le découpage de 1999, actif jusqu'en 2010, elle comptait 63 communes[réf. nécessaire].

## Caractéristiques

L'aire urbaine de Saint-Omer dans le Nord-Pas-de-Calais en 1999.

D'après la définition qu'en donne l'INSEE, l'aire urbaine de Saint-Omer est composée de 63 communes, situées dans le Nord et le Pas-de-Calais. Ses 93 516 habitants font d'elle la 83e aire urbaine de France[réf. nécessaire].
12 communes de l'aire urbaine sont des pôles urbains[réf. nécessaire].
Le tableau suivant détaille la répartition de l'aire urbaine (dans sa définition de 1999) sur les départements (les pourcentages s'entendent en proportion du département) :
| Département   | Communes | Communes (%) | Superficie (km²) | Superficie (%) | Population (1999) | Population (%) |
| ------------- | -------- | ------------ | ---------------- | -------------- | ----------------- | -------------- |
| Nord          | 2        | 0,3          | 16,25            | 0,3            | 1 328             | 0,1            |
| Pas-de-Calais | 61       | 6,8          | 489,00           | 7,3            | 92 188            | 6,4            |